# Ntonggu
Ntonggu is een bestuurslaag in het regentschap Bima van de provincie West-Nusa Tenggara, Indonesië. Ntonggu telt 4557 inwoners (volkstelling 2010).